# Moonstone: A Hard Days Knight
Moonstone: A Hard Days Knight, è un videogioco sviluppato e pubblicato dalla Mindscape nel 1991. Il videogioco fu reso disponibile per Amiga, ed un anno dopo fu convertito per MS-DOS. Il titolo è un gioco di parole con il titolo del brano musicale A Hard Day's Night dei Beatles.
Il gameplay di Moonstone contiene elementi di vari generi tipici dei videogiochi di strategia, dei picchiaduro e dei videogiochi di ruolo.
Il gioco permette di giocare in multiplayer sino a quattro giocatori nella modalità gioco di ruolo a turni, con combattimenti in tempo reale per ogni incontro. Moonstone è inoltre celebre per il suo alto contenuto splatter, soprattutto per il periodo in cui è uscito, in quanto contiene combattimenti molto sanguinosi e numerose scene di morte.
Nel videogioco il giocatore controlla il personaggio di un nobile cavaliere, inviato in missione da un druido affinché riporti la mistica "moonstone" (pietra lunare) a Stonehenge.

## Modalità di gioco
Il giocatore riveste i panni di un cavaliere scelto dai druidi per riportare a Stonehenge una pietra mistica, la "pietra lunare". È possibile giocare fino a quattro giocatori, e i cavalieri non scelti dai giocatori diventano personaggi non giocanti.
Durante l'esplorazione a turni, una delle due fasi del gioco, è possibile muoversi a una distanza limitata sulla mappa mondiale, visitando vari luoghi tra cui i vari dolmen disseminati. Essendo questi luoghi sorvegliati da vari mostri, andarci attiverà la seconda fase del gioco, il combattimento in tempo reale, dove i giocatori devono sconfiggere i mostri in stile Barbarian: The Ultimate Warrior o Sword of Sodan. La vittoria ricompensa il giocatore con tesori presenti nel luogo, e punti esperienza distribuibili in Forza, Costituzione e Resistenza. I punti esperienza richiesti per salire di livello varia in base al numero di giocatori umani nella partita, il che, unito ad alcune armi potenti, che possono essere acquistate o scoperte nel corso del gioco, può migliorare le abilità del giocatore, ma anche rendere il gioco più difficile. Di tanto in tanto, apparirà un drago che razzierà ogni terra che incontra; essendo il drago una creatura potente, servirà molta fortuna per evitarlo nei primi turni del gioco, e non poca abilità per batterlo.
L'obiettivo del gioco è trovare il covo che tiene una delle quattro chiavi del gioco (ottenibili anche rubandole dai rivali). Il primo che riesce a trovarle tutte e quattro avrà accesso alla Valle degli Dei al centro della mappa. Lì, si dovrà affrontare il Guardiano in modo da poter ottenere una "pietra lunare"; tale oggetto corrisponde a una fase lunare casuale, durante la quale il cavaliere diventa più potente, e va riportata a Stonehenge per completare il gioco.